# Khaldia
Khaldia (görög betűkkel Χαλδία) a Pontoszi-hegységben, Trapezusz (ma Trabzon) görög kolóniától délre fekvő ókori állam. Lakói a görögök által khalüpszöknek nevezett „hegyi kháldeusok”. Sem az ország, sem lakói nem tévesztendők össze Khaldaiával és a mezopotámiai kháldeusokkal. Az i. e. 13. századtól valószínűsíthető a létezése, és II. Kurus idejéig állt fenn. 840-től θέμα Χαλδίας (Thema Khaldiasz) néven Bizánc önálló tartománya lett, majd a Trapezunti Császársághoz tartozott az oszmán-törökök 1461-es hódításáig.

## Etimológia
Khaldia neve a terület eredeti nevéből, Halituból származik. Első említései II. Rusza urartui király nyugati és északi hadjáratairól szóló feliratain vannak. Az őslakók nevére ebből a *ḫalit, *ḫalid következtethető ki. Ez összevethető az Urartuban és Muszaszirben tisztelt Khaldi isten nevével – a görögök khaldinak nevezték a népet, ezért kellett a „hegyi” jelzővel megkülönböztetni őket a babiloni khaldiktól –, valamint kapcsolatban lehet Kolkhisz (hettita Kulḫa) nevével is. A görög népnév a khaldiból később khalüpszre módosult. A név rokonítható a ḫali-wa kifejezéssel is, ami a Halüsz-vidékét jelenti, valószínűleg a folyó kapta a nevét Halituról (Khaldia), illetve a khaldikról (khalüpsz).

## Földrajz
Khaldia pontos kiterjedése ismeretlen, emellett igen sokáig, több évszázadon keresztül állt fenn. Központja a mai törökországi Gümüşhane és Kelkit települések környékén volt, a Fekete-tenger partját szegélyező magas hegyvidéken. Alig 65 km-re Trabzontól már 1500 méteres tengerszint feletti magasságban van. Ez a hegyvidék a geológiai adottságai révén gazdag ásványkincsekben, elsősorban vasércben és ezüstben.
Határos volt a térség nagy államaival, de sokáig elkerülte az annexiót. Ezek közül a legfontosabbak az anatóliai Phrügia, az azt követő Lüdia, a kaukázusi Urartu, majd Armenia Magna, és a Transzkaukáziában Kolkhisz és a kaukázusi Ibéria. A Méd Birodalom majdnem teljesen körbevette az i. e. 6. század elején.

## Lakói
A térség lakosságának etnikai összetétele homályos. Valószínűleg keveréknép volt. Az etnogenezisben részt vehettek a kaszkák, a kolkhisziak, és még több más nép, amelyik a Transzkaukáziában élt. Amikor a görögök megérkeztek a vidékre, már a moszkhoszok is megtelepedtek, és itteni csoportjaik is a khalüpszökbe olvadtak. A khalüpszök viszont mind a kartvéliek (grúzok és rokonaik), mind az örmények néppé alakulásában részt vehettek. A perzsa hódítás utáni sorsuk ismeretlen, majd a hellenizmus korában hellenizálódtak.

## Története
A Hettita Birodalom bukása után valahogy eltűntek a történelemből a kaszkák, valamint összeomlott az Anatólia–Kaukázus határán fekvő Hajasa-Azzi is. A hatalmi vákuumba az eredetileg Kolkhisz (hettita Kulḫa) déli határain élő *ḫaldi nép ekkor hatolhatott be, de erről pontos ismereteink nincsenek. Erre utal azonban az a tény, hogy az antik írók a legkorábbi vasműves népek közé sorolták őket.
Az i. e. 8. században görög telepesek kezdtek megtelepedni a Fekete-tenger keleti részén, Trapezusz alapításának hagyományos dátuma i. e. 756. Kissé távolabb estek Amiszosz és Szinópé kikötői. A görög kolonizáció azonban csak a tengerparti sávra terjedt ki ebben az időben, Khaldia pedig egyrészt eladta saját termékeit, másrészt közvetítette a Mezopotámia és Szíria felől érkező karavánokat. Az i. e. 7. században a térség gyakorlatilag átjáróházzá vált, Urartu és a kimmerek, majd a szkíták zaklatták folytonosan. Asszíria bukása után hamarosan a szkíták is eltávoztak, helyettük azonban a Méd Birodalmat felváltó Óperzsa Birodalom foglalta el.
A szatrapiává szervezett Khaldia Perzsia bukásával III. Alexandrosz országának nem lett része, hanem Armeniával együtt független lett. Csak i. e. 302 körül Lüszimakhosz hódította meg újra. Amikor i. e. 300-ban Szeleukosz elfoglalta Lüszimakhosz anatóliai területeit, a Fekete-tenger déli partjain létrejött Pontosz, gyakorlatilag Khaldia helyén, így Pontoszt akár Khaldia örökösének is lehet tekinteni. Ettől kezdve hosszú ideig Pontosz és Armenia ütközőterülete volt, amelybe időnként beleszólt a Szeleukida Birodalom, Ibéria és Kolkhisz is.
Az i. e. 220-as években Armenia a Szeleukida Birodalom része lett, államiságának maradványa Khaldia területén élt tovább Armenia Mikra néven, amely nem tévesztendő össze a középkorban Kilikia területén lévő Kis-Örményországgal. A királyság fennmaradt az után is, hogy Armenia ismét önálló lett az i. e. 200-as években. Végül az i. e. 2. század végén Pontosz foglalta el. I. e. 65-ben Pontus és Armenia Maior provinciák osztoztak területén. A Római Birodalom szilárdan kézben tartotta Észak-Anatóliát, csak 712-ben a Bagdadi Kalifátus hódította el egy részét már Bizánctól. 820-ban a Bagdadi Kalifátus gyengülésével került vissza Bizánchoz, ekkor szervezték meg Thema Khaldaikoszt, ami azt bizonyítja, hogy Khaldia emléke még ekkor is élt.
1071-ben és 1081-ben a szeldzsukok foglalták el. 1097-ig Rúm része, ekkor Bizánc foglalta vissza. 1204-től 1461-ig a Trapezunti Császárság, azóta Törökország birtokolja.